# Burkhard Kleinert
Burkhard Kleinert (* 2. September 1948 in Apollensdorf) ist ein deutscher Politiker (Die Linke). Er war von 2001 bis 2006 Bezirksbürgermeister des Berliner Bezirks Pankow.

## Ausbildung und Beruf

### Ausbildung
Kleinert schloss 1967 das Abitur mit Berufsausbildung (Metallurge für Stahlformgebung) an der Erweiterten Oberschule in Oranienburg ab. Anschließend begann er 1967 ein Studium der Ingenieurökonomie an der Ingenieurschule Riesa. Dieses musste er 1970 für ein Jahr unterbrechen, um sich im Stahl- und Walzwerk Hennigsdorf zu bewähren, da er wegen der Beteiligung an einer Flugblattaktion gegen die Niederschlagung des Prager Frühlings verhaftet und exmatrikuliert  worden war. Sein Studium setzte er 1971 fort und schloss dieses im gleichen Jahr erfolgreich ab.
Neben seiner Berufstätigkeit ging er einem Zusatzstudium der Arbeits- und Industriesoziologie an der Humboldt-Universität Berlin und einem Fernstudium der Volkswirtschaft an der Hochschule für Ökonomie Berlin-Karlshorst nach.

### Beruflicher Werdegang
Nach Abschluss seines Studiums arbeitete er als Ingenieurökonom im Rationalisierungswerk Berlin-Pankow. Im Jahr 1980 wurde er Bereichsleiter für Arbeit und Löhne im Kombinat Zentraler Industrieanlagenbau der Metallurgie (ZIM). Ab 1984 war er dort Direktor für Ökonomie und Planung und ab 1989 der Geschäftsführer eines Nachfolgeunternehmens des ZIM. Zudem war er ab 1993 als Geschäftsführer eines Beratungsunternehmens im kulturwirtschaftlichen Bereich tätig.

## Politik
Kleinert ist Mitglied der Linken und war von 1996 bis 2002 Bezirksstadtrat für Schule, Jugend und Sport bzw. für Kultur und Finanzen. Am 16. Januar 2002 setzte er sich gegen den SPD-Kandidaten durch und wurde zum Bezirksbürgermeister des Bezirks Pankow gewählt. Dieses Amt übte er bis 2006 aus. Anschließend war er von 2006 bis 2011 ehrenamtlicher Vorsteher der Bezirksverordnetenversammlung Pankow.
Er ist zudem Mitglied des Vereins Künstlerhaus Ahrenshoop e. V., des Kommunalpolitischen Forums und des Aufsichtsrats der Pfefferberg AG.

## Ehrungen
- Ernennung zum Stadtältesten von Berlin durch den Regierenden Bürgermeister Michael Müller (2016)[3]